# Pioggia infernale
Pioggia infernale (Hard Rain) è un film statunitense del 1998, diretto da Mikael Salomon.

## Trama
Nonostante una violentissima tempesta nel Midwest degli Stati Uniti, i portavalori Tom (Christian Slater) e suo zio Charlie (Edward Asner) cercano di svolgere il loro lavoro. Giunti nella piccola città di Huntingburg già evacuata, Tom e Charlie rimangono bloccati con il loro mezzo blindato in un fosso, e Charlie manda un messaggio di soccorso alla Guardia Nazionale degli Stati Uniti, ma vengono intercettati e aggrediti da parte di Jim (Morgan Freeman) e dalla sua banda formata da Kenny (Michael A. Goorjian), Mr Mehlor (Dann Florek) and Ray (Ricky Harris).
Kenny accidentalmente uccide Charlie, mentre Tom riesce a scappare con i 3 milioni di dollari in contanti che erano nel blindato. Il film racconta, tra mille peripezie, la fuga di Tom e il suo tentativo di difendere il denaro da Jim e la sua banda prima, e dallo sceriffo e i suoi aiutanti poi, i quali a loro volta sono intenzionati a tenere per sé il denaro, il tutto nonostante le estreme difficoltà create dall'alluvione.

## Box office
Pioggia infernale, sebbene abbia guadagnato circa 8 milioni di dollari nel primo weekend di programmazione nei cinema degli Stati Uniti, non fu un successo al botteghino, guadagnando in tutto solo 19,870,567 di dollari su un budget speso di 70 milioni. Il film ha avuto un maggiore successo nei cinema al di fuori degli Stati Uniti e nelle successive distribuzioni nella versione home video in VHS ed in DVD.